# キース・キャンベル (生物学者)
キース・ヘンリー・ストックマン・キャンベル（Keith Henry Stockman Campbell、1954年5月23日 - 2012年10月5日）は、イギリスの生物学者。ノッティンガム大学で動物発生の教授を務めている。1996年に完全分化した大人の乳腺細胞から哺乳類（ドリーという名前のフィリッシュドーセット羊）のクローンを作ったチームの1人であった。

## 教育
イングランドのバーミンガムでイングランド人の母とスコットランド人の父の間に生まれる。スコットランドのパースで最初の教育を受けるが、8歳の時に家族でバーミンガムに戻りキングエドワード6世キャンプヒル男子スクールに通った。ロンドン大学クイーン・エリザベスカレッジ（現在のキングス・カレッジ・ロンドンの一部）で微生物学により理学士を取得した。1983年にマリー・キュリー研究奨学金を授与され、それが大学院での研究や後のサセックス大学 (イングランド、ブライトン）からのPhDの取得につながった。

## 研究・経歴
キャンベルがクローン哺乳類に興味を持ったのはカール・イルメンゼーとジョン・ガードンが行った研究がきっかけであった。1991年からロスリン研究所に勤め、イアン・ウィルムットによるクローン作成の取り組みに関わった。1995年7月、キャンベルとビル・リッチーが培養で分化した胚細胞から1対の子羊MeganとMoragを作るのに成功した。その後1996年にイアン・ウィルムットにより率いられキャンベルを主な（クレジット66%）貢献者としたチームが同じ技術を用い成体の乳腺細胞からクローン羊を作ることに成功し世界に衝撃を与えた。この羊のドリーという名前は歌手ドリー・パートンにちなんでいる。1996年に生まれ6歳まで生きた（老齢からではなくウイルス感染により死去した）。
キャンベルはドリーの作成において重要な役割を果たした。彼はドナーの体細胞とレシピエントの卵子の「細胞周期」の段階を調整し、核ドナーとして二倍体で静止し「G0」に止められた体細胞を使用するという決定的な考えを持っていた。実際、2006年イアン・ウィルムットはキャンベルがドリーの研究におけるクレジットの「66%」に値すると認めている。
1997年、リッチーとキャンベルはPPL (Pharmaceutical Proteins Limited) と共にヒト遺伝子を含む遺伝子組み換えた皮膚細胞から「ポリー」という別の羊を作った。PPL Ltdに入った後の2000年、キャンベルとPPLのチーム（北米を拠点とする）が体細胞核移植(SCNT)いわゆるクローン技術により世界初の子豚を作ることに成功した。さらにスコットランド、ロスリンとブラックスバーグ（アメリカ）に拠点を置くPPLのチームがこの技術を用いて家畜をターゲットとした最初の遺伝子および母乳中にヒト治療たんぱく質を生産する動物を作成した。
1999年11月からノッティンガム大学の動物生理学部動物発生の教授を務め、胚の成長と分化の研究を続けた。キャンベルは個別化した幹細胞療法の作成やヒトの疾患の研究のためのSCNTの使用および研究に使用できるヒトの卵子の不足を補うためのサイブリッド胚の作成を支持した。幹細胞は胚、胎児、成体由来の材料や最近では「人工多能性細胞」作成のための特定遺伝子の過剰発現により単離することができる。キャンベルは可能性のある幹細胞集団は全て基礎研究と応用研究の両方に使われるべきであり、それが基本的な科学知識の提供や細胞治療の開発になると考えていた。

## 受賞など
2008年、イアン・ウィルムット、山中伸弥とともにショウ賞生命科学および医学部門を受賞した。死後の2015年にInternational Embryo Transfer Societyのthe Pioneer Awardを受賞した。

## 私生活
妻Kathy、2人の娘ClaireとLaurenを遺し58歳で亡くなった。イングランド、ダービーシャー、Burton Upon TrentにあるBretby Crematoriumに埋葬されている。